# تایلان آیدوغان
تایلان آیدوغان (انگلیسی: Taylan Aydoğan؛ زادهٔ ۲۷ مهٔ ۱۹۸۳) بازیکن فوتبال اهل ترکیه است.
از باشگاه‌هایی که در آن بازی کرده‌است می‌توان به باشگاه فوتبال رودا جی‌سی کرکراد، باشگاه ورزشی کوکائلی اسپور، باشگاه فوتبال هاتای‌اسپور، باشگاه فوتبال ینی ملطیه‌اسپور، و باشگاه ورزشی مالاتیااسپور اشاره کرد.